# Люстар
Люста́р (фр. и окс. Lustar) — коммуна во Франции, находится в регионе Юг — Пиренеи. Департамент — Верхние Пиренеи. Входит в состав кантона Три-сюр-Баиз. Округ коммуны — Тарб.
Код INSEE коммуны — 65293.

## География

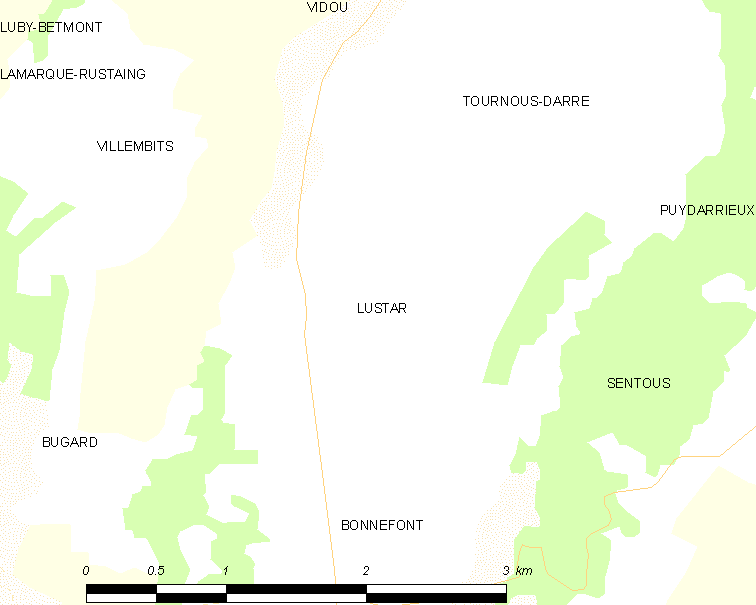
Карта коммуны

Коммуна расположена приблизительно в 640 км к югу от Парижа, в 100 км юго-западнее Тулузы, в 22 км к востоку от Тарба.
Коммуна расположена на плато Ланнемезан. На востоке коммуны протекает река Баиз, а на западе — река Лизон.

## Климат
Климат умеренно-океанический с солнечной тёплой погодой и обильными осадками на протяжении практически всего года.

## Население
Население коммуны на 2010 год составляло 107 человек.
| 1962 | 1968 | 1975 | 1982 | 1990 | 1999 | 2010 |
| ---- | ---- | ---- | ---- | ---- | ---- | ---- |
| 165  | 148  | 126  | 111  | 116  | 109  | 107  |

## Администрация
| Период | Период | Фамилия        | Партия | Примечания |
| ------ | ------ | -------------- | ------ | ---------- |
| 2001   | 2020   | Жоэль Кастеран |        |            |

## Экономика
В 2010 году среди 62 человек трудоспособного возраста (15-64 лет) 48 были экономически активными, 14 — неактивными (показатель активности — 77,4 %, в 1999 году было 78,1 %). Из 48 активных жителей работали 41 человек (24 мужчины и 17 женщин), безработных было 7 (4 мужчины и 3 женщины). Среди 14 неактивных 3 человека были учениками или студентами, 9 — пенсионерами, 2 были неактивными по другим причинам.